# OV Возничего
OV Возничего (лат. OV Aurigae) — одиночная переменная звезда в созвездии Возничего на расстоянии (вычисленном из значения параллакса) приблизительно 7848 световых лет (около 2406 парсеков) от Солнца. Видимая звёздная величина звезды — от +11,8m до +11,2m.

## Характеристики
OU Возничего — красный гигант, углеродная пульсирующая медленная неправильная переменная звезда (LB) спектрального класса C(R). Радиус — около 100,59 солнечного, светимость — около 1084,619 солнечных. Эффективная температура — около 3303 К.